# Ołena Antonowa
Ołena Anatolijiwna Antonowa, ukr. Олена Анатоліївнa Антонова (ur. 16 czerwca 1972 w Nikopolu) – ukraińska dyskobolka, brązowa medalistka olimpijska 2008 z Pekinu.
Jej rekord życiowy w tej konkurencji wynosi 67,30 m i został ustanowiony w czerwcu 2004 w Kijowie, jest to aktualny rekord Ukrainy.
W 2013 została ukarana dwuletnią dyskwalifikacją za stosowanie niedozwolonego dopingu (do 22 lipca 2015).

## Sukcesy
| Rok  | Zawody                      | Miejsce   | Pozycja | Wynik   |
| ---- | --------------------------- | --------- | ------- | ------- |
| 1991 | Mistrzostwa Europy juniorów | Saloniki  | 3.      |         |
| 2003 | Mistrzostwa świata          | Paryż     | 4.      | 65,90 m |
| 2004 | Igrzyska olimpijskie        | Ateny     | 5.      | 65,75 m |
| 2005 | Superliga Pucharu Europy    | Florencja | 2.      | 62,59 m |
| 2005 | Mistrzostwa świata          | Helsinki  | 8.      | 59,37 m |
| 2007 | Mistrzostwa świata          | Osaka     | 5.      | 62,41 m |
| 2008 | Igrzyska olimpijskie        | Pekin     | 3       | 62,59 m |